# Phaneta pastigiata
Phaneta pastigiata is een vlinder uit de familie van de bladrollers (Tortricidae). De wetenschappelijke naam van de soort is, als Thiodia pastigiata, voor het eerst geldig gepubliceerd in 1929 door Gerd H. Heinrich. De combinatie in Phaneta werd in 1983 door Powell gemaakt.

## Type
- holotype: "male. 8–14.VII. genitalia slide 72780"
- instituut: USNM, Smithsonian Institution, Washington, U.S.A.
- typelocatie: "California, Tulare County, Monachee Meadows, 8000 ft"